# Harmadik szem (ezoterika)
A harmadik szem (más néven a belső szem) egy misztikus metafizikai és ezoterikus fogalom, utalva arra a láthatatlan szemre, mely a nem fizikai érzékelésért felelős. Elsősorban a hindu és buddhista irodalomban, a teozófiában, a New Age irányzatban és az ezoterikus irodalomban fellelhető fogalom. A kifejezést nyugaton Lobsang Rampa  (1910–1981) misztikus szerző tette népszerűvé, akinek The Third Eye  (A harmadik szem) műve (1956) nemzetközi siker lett.

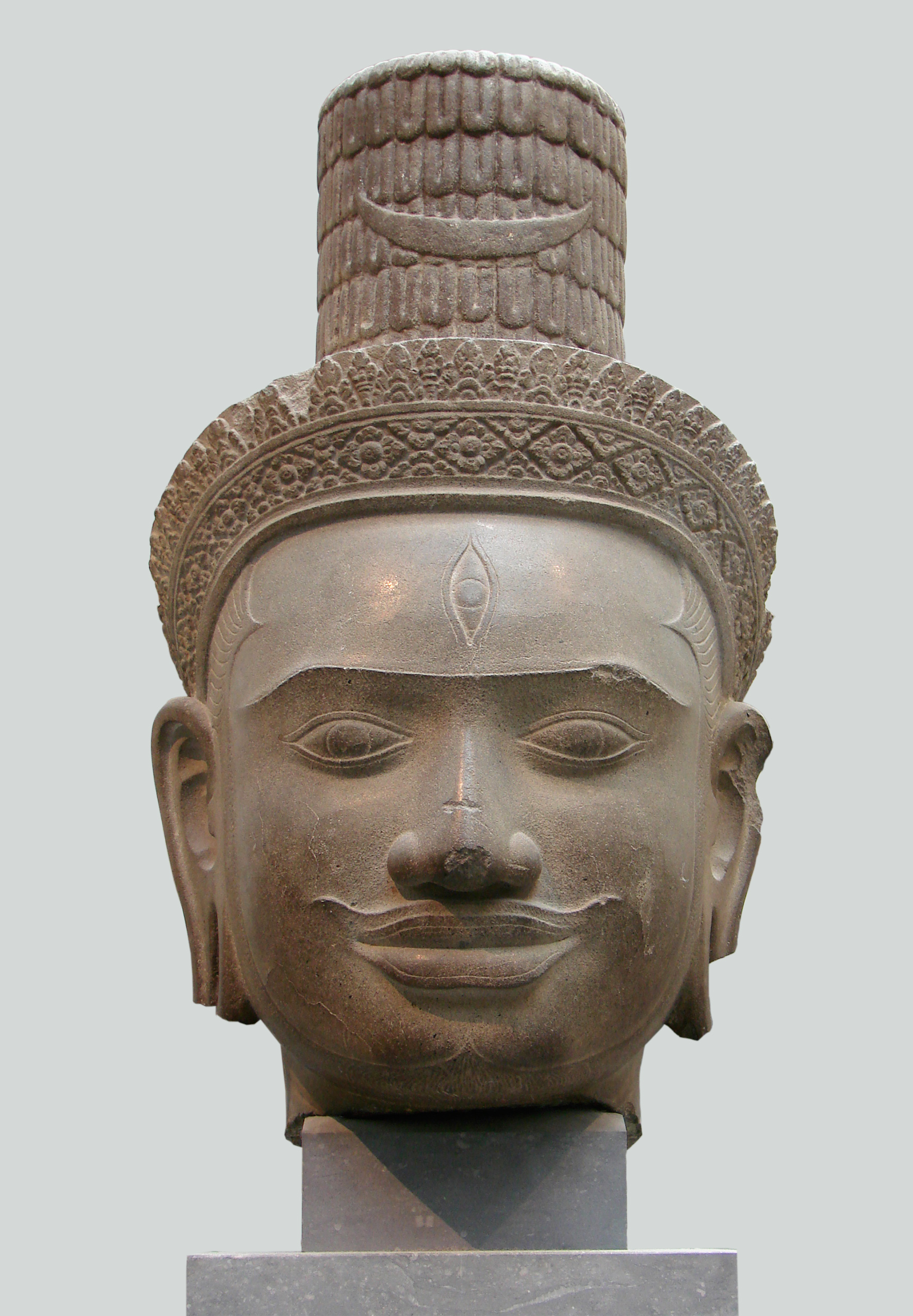
9-10. századi kambodzsai Siva-fej, homlokán a harmadik szemmel

A harmadik szem a kundalini-jógában a hét csakra közül a hatodik. Előbbieken túl számos keleti gyakorlat és harcművészet (zen, csikung, aikidó stb.) összpontosít meditációjában a harmadik szemre.

## Az ezoterikában
Leírások alapján a homlok közepén, a szemöldökvonal felett helyezkedik el és a magasabb tudatossággal áll kapcsolatban. Sokszor a tobozmiriggyel hozzák kapcsolatba. Az okkultisták alapján a pszichikus és paranormális erők kapuja. E szerint megnyitásával gyakran jár együtt a tisztánlátás, a (vallási) víziók, a jövő ismerete, a testen kívüli élmények stb. Rajta keresztül kapcsolódik az egyén tudata a fenti világhoz, az intuícióhoz, rajta keresztül áramlik be az információ a magasabb rendű világból. 
Az ezoterikusok szerint azok az emberek, akik spirituálisan fejlettek, és képesek harmadik szemüket használni, a történelem során úgy váltak ismertté mint látók, a vallásokban mint risik vagy próféták.

## A keleti tanokban
Az ókori ind filozófiai gyűjteményben, az Upanisadokban az emberi lény úgy van leírva, mint egy város tíz kapuval: 9 testnyílás: 2 szem, 2 orrlyuk, 2 fül, száj, az urethra, az anus, a tizedik kapu pedig a belső szem.

## A tudományban
A harmadik szem létezésére nincs tudományos bizonyíték. Széles körű nézet alapján a „harmadik szemről” szóló elméletek áltudományos és ezoterikus fikciók.
A Current Biology tudományos folyóirat 2014-es tanulmányában ugyanakkor arról számolt be, hogy japán kutatók madarak agyának mélyén fényérzékeny sejteket azonosítottak, melyek közvetlenül válaszolnak a fényingerekre és ezek a sejtek „jelzik” a madaraknak többek közt a tavasz beköszöntét is. Egyesek ezt a sejtcsoportot a harmadik szemmel azonosítják.

## Fordítás
- Ez a szócikk részben vagy egészben  a   Third eye című angol Wikipédia-szócikk fordításán alapul.  Az eredeti cikk szerkesztőit annak laptörténete sorolja fel. Ez a jelzés csupán a megfogalmazás eredetét és a szerzői jogokat jelzi, nem szolgál a cikkben szereplő információk forrásmegjelöléseként.